# Kherson
Kherson (tiếng Ukraina: Херсо́н, phát âm [xerˈsɔn] ⓘ) là một thành phố tại miền nam của Ukraina, là trung tâm hành chính của tỉnh Kherson. Thành phố nằm trên bờ hữu của sông Dnepr (Dnipro), và ở gần cửa sông. Dân số tính đến ngày 1 tháng 1 năm 2022 là 279.131 người. Thành phố Kherson là trung tâm kinh tế quan trọng của miền nam Ukraina, và là một đầu mối đường sắt, cảng biển, cảng sông. Khoảng cách đến thủ đô Kyiv theo đường sắt là 648 km. Kherson có một thành phố vệ tinh là Oleshka.
Cho đến năm 1774, khu vực này thuộc về Hãn quốc Krym. Thành phố Kherson được thành lập vào năm 1778 theo lệnh của Nữ hoàng Nga Yekaterina II, dựa theo khuyến nghị từ tình nhân của bà là chính khách-tướng quân Grigory Potemkin. Đường phố, quảng trường và các tòa nhà được sắp xếp theo hình bàn cờ. Kherson từng là một căn cứ quan trọng của Hạm đội Biển Đen.
Kể từ tháng 3 năm 2022, quân Nga chiếm đóng thành phố Kherson sau khi họ xâm chiếm Ukraina. Đến ngày 25 tháng 5 năm 2022, giới chức Ukraina ước tính rằng khoảng 45% cư dân thành phố đã rời khỏi thành phố.

## Từ nguyên
Đây là khu định cư mới đầu tiên trong "kế hoạch Hy Lạp" nhằm khôi phục Đế quốc Đông La Mã tập trung ở Constantinopolis của Nữ hoàng Nga Yekaterina và sủng thần Grigory Potemkin của bà. Thành phố được đặt theo tên thuộc địa thành thị Chersonesus của người Hy Lạp cổ đại tại bán đảo Krym. Trong tiếng Hy Lạp, Χερσόνησος (chersonesos) nghĩa là "bờ bán đảo".

## Lịch sử
Địa bàn thành phố Kherson hiện đại có người sinh sống từ thời kỳ tiền Thiên chúa giáo. Những người đầu tiên xuất hiện trên lãnh thổ này trong thời đại đồ đồng và đồ đồng thiếc. Một ngôi mộ của người Scythia từ thế kỷ IV-III được tìm thấy tại địa điểm có pháo đài Kherson, và hiện nay là một trong các công viên trung tâm.
Dựa trên các bản đồ trước đó, có thể giả định rằng từ đầu thế kỷ 17 đến thế kỷ 18, thành phố Bilehowisce (Bilikhovychy, Bilkhovychy) nằm trên địa điểm của thành phố Kherson hiện đại. Mặc dù thực tế là Bilikhovychy được chỉ ra trên các bản đồ cho đến giữa thế kỷ 18, rất có thể thành phố này đã suy tàn rất nhiều trước khi Thống chế Nga Burkhard Christoph von Münnich đến vùng cửa sông Dnepr.

### Đế quốc Nga
Trong chiến tranh Nga-Thổ Nhĩ Kỳ 1735-1739, pháo đài Oleksandr-Shants được người Nga xây dựng ở hữu ngạn của Dnepr. 
Công trình được cải tạo trong chiến tranh Nga-Thổ Nhĩ Kỳ 1768-1774, từ năm 1775 nó được sử dụng làm bưu điện. Năm 1776, trung đoàn mâu Kherson đồn trú được thành lập từ những người Cossack Zaporozhia trước đây. Theo hiệp định hòa bình Küçük Kaynarca năm 1774 giữa Đế quốc Ottoman và Đế quốc Nga, các vùng đất giữa sông Dnepr và sông Nam Bug thuộc về Đế quốc Nga. Để bảo vệ khu vực trước các cuộc tấn công có thể xảy ra, những người chủ mới của khu vực phải xây dựng một thành trì mới vững chắc, và xuất hiện nhu cầu về một nhà máy đóng tàu trên Biển Đen để xây dựng một lực lượng hải quân chính thức. Để xác định địa điểm xây dựng công sự, một đoàn thám hiểm đã được cử đi, dẫn đầu bởi Phó Đô đốc Alexei Senyavin, là người chỉ huy Hạm đội Azov. Ông là người đã đề xuất đóng vỏ tàu ở Oleksandr-Shants, và sau đó đưa chúng đến cảng nước sâu ở cửa sông Dnepr-Bug, rồi trang bị cho chúng, đặt súng và cột buồm. Kế hoạch của Senyavin đã được phê duyệt vào tháng 12 năm 1775.

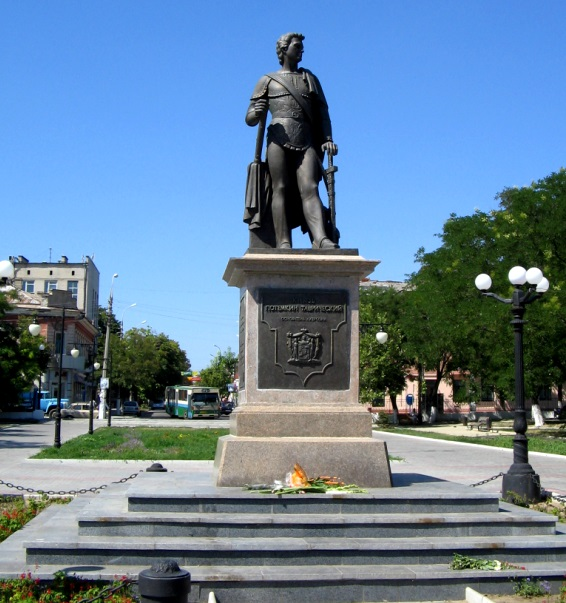
Đài tưởng niệm Grigory Potemkin tại Kherson

Thành phố Kherson được thành lập theo sắc lệnh của Nữ hoàng Yekaterina vào ngày 18 tháng 6 năm 1778 trên bờ cao của sông Dnepr, đóng vai trò là một thành trì trung tâm của Hạm đội Biển Đen sau khi sáp nhập lãnh thổ vào năm 1774. Người có công sáng lập thành phố, và sau này là cai quản của thành phố cùng toàn thể Novorossia là sủng thần của Nữ hoàng Yekaterina, chính khách và nhà lãnh đạo quân sự nổi tiếng Grigory Potemkin.
Đến năm 1783, thành phố được cấp quyền là một thị trấn huyện và mở một xưởng đóng tàu địa phương để đóng các thân tàu của hạm đội Biển Đen của Nga. Trong vòng một năm, Công ty Vận tải biển Kherson bắt đầu hoạt động. Vào cuối thế kỷ 18, cảng đã thiết lập giao thương với Pháp, Ý, Tây Ban Nha và các nước châu Âu khác. Năm 1783–1793, thương mại hàng hải của Ba Lan qua Biển Đen cũng được tiến hành thông qua Kherson. Năm 1791, sủng thần của nữ hoàng là Chủ tịch viện Chiến tranh Grigory Potemkin được chôn cất trong Nhà thờ Thánh Yekaterina mới được xây dựng. Năm 1803, thành phố trở thành thủ phủ của tỉnh Kherson, tỉnh này bao phủ gần như toàn bộ miền nam của Ukraina ngày nay.
Sau khi xây dựng cảng Mykolaiv (nơi đô đốc chuyển đến) và thành lập Odesa vào năm 1794, tầm quan trọng của Kherson với bến cảng và nhà máy đóng tàu đã giảm đi

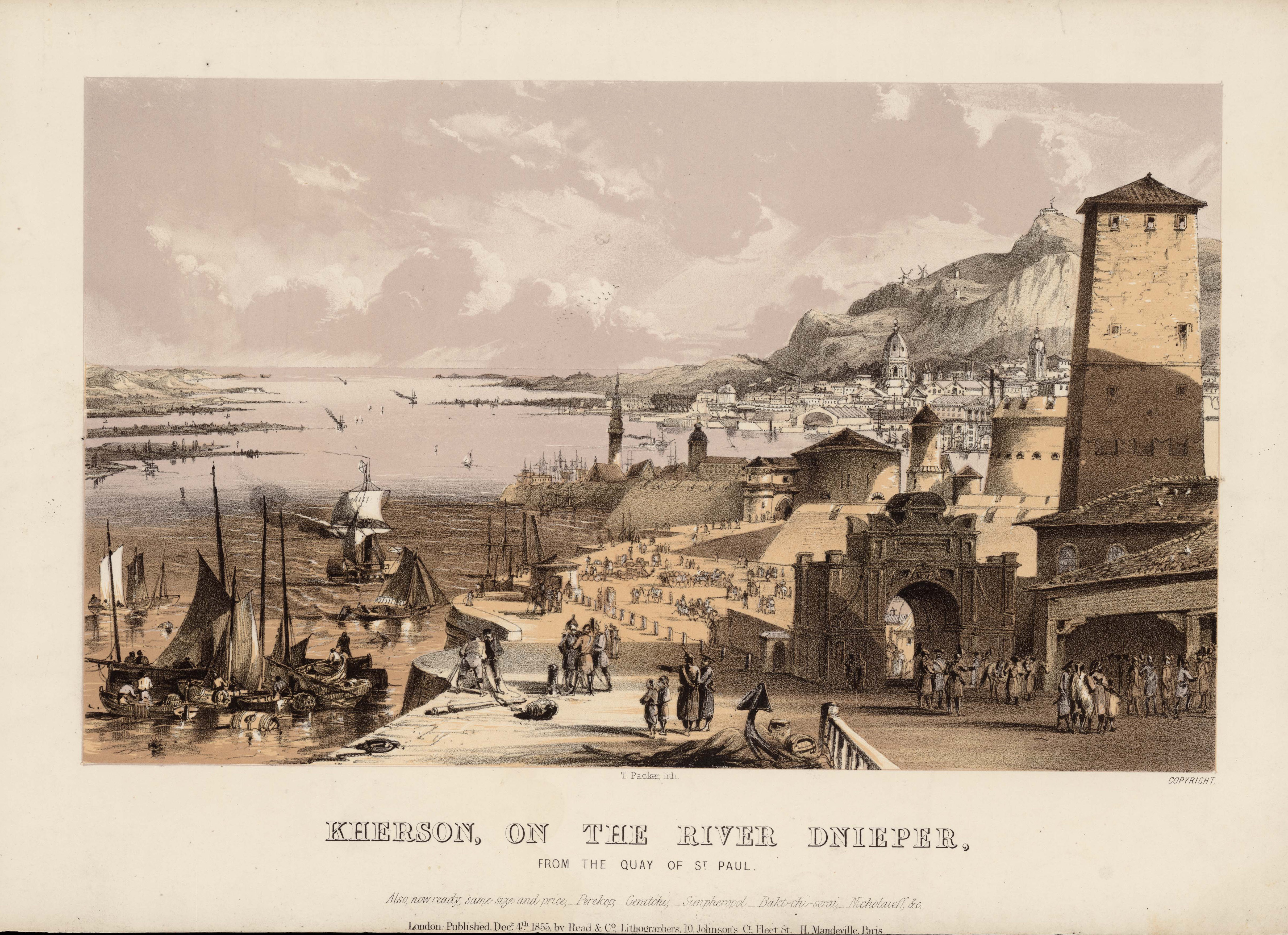
Kherson năm 1855

Công nghiệp phát triển kể từ thập niên 1850, bắt đầu với các nhà máy bia, xưởng thuộc da và các chế biến nông sản và thực phẩm khác.
Năm 1897 dân số của thành phố là 59.076 người, dựa trên cơ sở ngôn ngữ thứ nhất của họ thì gần một nửa được ghi là người Đại Nga, 30% là người Do Thái và 20% là người Ukraina.
Trong cuộc cách mạng năm 1905, thành phố có các cuộc bãi công của công nhân và một cuộc binh biến (một cuộc biểu tình vũ trang của các binh sĩ thuộc Tiểu đoàn Kỷ luật số 10).

### Thời Liên Xô

##### Trước Thế chiến II
Trong bầu cử Quốc hội Lập hiến Nga được tổ chức vào tháng 11 năm 1917, phe Bolshevik chỉ có 13,2% số phiếu tại tỉnh Kherson. Phe Bolshevik giải thể Quốc hội do Những người Cách mạng Xã hội Nga chi phối sau kỳ họp đầu tiên.. Khu vực Kherson bị nhượng lại theo các điều khoản của Hiệp ước Brest-Litovsk vào tháng 3 năm 1918 cho Quốc gia Ukraina do Đức và Áo kiểm soát. Sau khi quân Đức và Áo rút quân vào tháng 11 năm 1918, những nỗ lực của Cộng hòa Nhân dân Ukraina (phái Petliura) nhằm khẳng định quyền lực bị thất bại khi có can thiệp của quân Đồng minh do Pháp lãnh đạo, họ chiếm Kherson vào tháng 1 năm 1919.

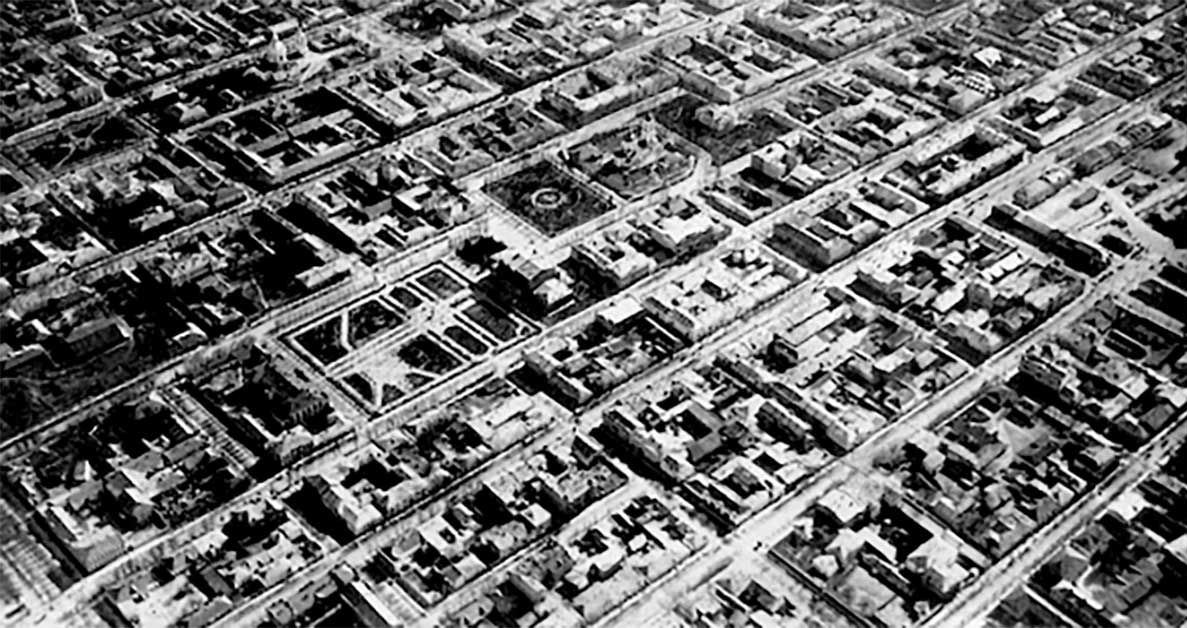
Không ảnh thành phố năm 1918

Tháng 3 năm 1919, "Lục quân" của quân phiệt địa phương Nykyfor Hryhoriv lật đổ các đơn vị đồn trú của Pháp và Hy Lạp. Đến tháng 7, phe Bolshevik đánh bại Hryhoriv, ông là người kêu gọi nhân dân Ukraina nổi lên chống lại "những kẻ mạo danh cộng sản". Bản thân Kherson sau đó bị Bạch vệ chiếm đóng và cuối cùng vào tay Hồng quân Bolshevik vào tháng 2 năm 1920. Năm 1922, thành phố và khu vực được chính thức hợp nhất vào Cộng hòa Xã hội chủ nghĩa Xô viết Ukraina thuộc Liên Xô.
Dân số thành phố giảm mạnh từ 75.000 xuống 41.000 do nạn đói thời kỳ 1921–3, nhưng tăng dần lên 97.200 vào năm 1939. Năm 1940, thành phố là một trong những điểm Liên Xô hành quyết các sĩ quan và trí thức Ba Lan.

#### Thế chiến II và hậu chiến

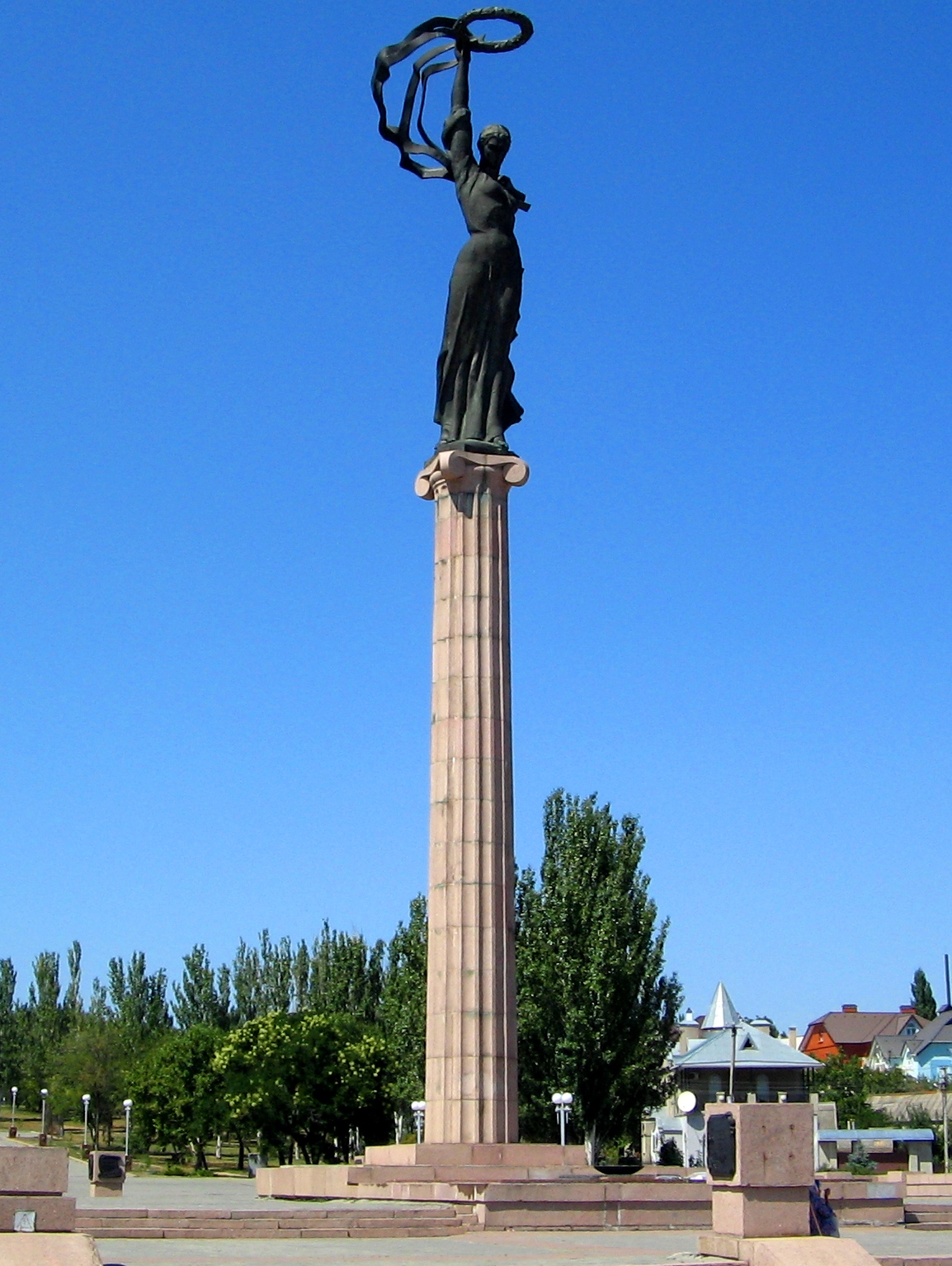
Tượng đài Chiến thắng tại Kherson

Thành phố tiếp tục bị tàn phá và suy giảm  dân số khi quân Đức chiếm đóng trong Thế chiến II. Thời kỳ Đức chiếm đóng kéo dài từ tháng 8 năm 1941 đến tháng 3 năm 1944, khi đó diễn ra các hoạt động ngầm của Liên Xô cũng như của Tổ chức những người Dân tộc chủ nghĩa Ukraina). Ban lãnh đạo khu vực Kherson của Tổ chức do Bogdan Bandera đứng đầu (em trai của thủ lĩnh Stepan Bandera). Quân Đức vận hành một nhà tù Quốc Xã và 370 trại giam tù binh chiến tranh (Stalag) trong thành phố.
Trong các thập kỷ sau chiến tranh, thành phố có tốc độ phát triển công nghiệp đáng kể, dân số tăng hơn gấp đôi, đạt 261.000 người vào năm 1970. Các nhà máy mới tại thành phố bao gồm Tổ hợp sửa chữa và đóng tàu Comintern, Tổ hợp sửa chữa tàu Kuibyshev và Khu liên hợp sản xuất dệt bông sợi Kherson (một trong những nhà máy dệt lớn nhất Liên Xô), trong khi cảng xuất khẩu ngũ cốc ngày càng phát triển. Điều này thu hút lao động từ các vùng nông thôn Ukraina, làm thay đổi thành phần dân tộc của thành phố, tăng tỷ lệ người Ukraina từ 36% năm 1926 lên 63% năm 1959, trong khi giảm tỷ lệ người Nga từ 36 xuống 29%. Dân số Do Thái không bao giờ hồi phục sau thảm họa diệt chủng.

### Ukraina độc lập

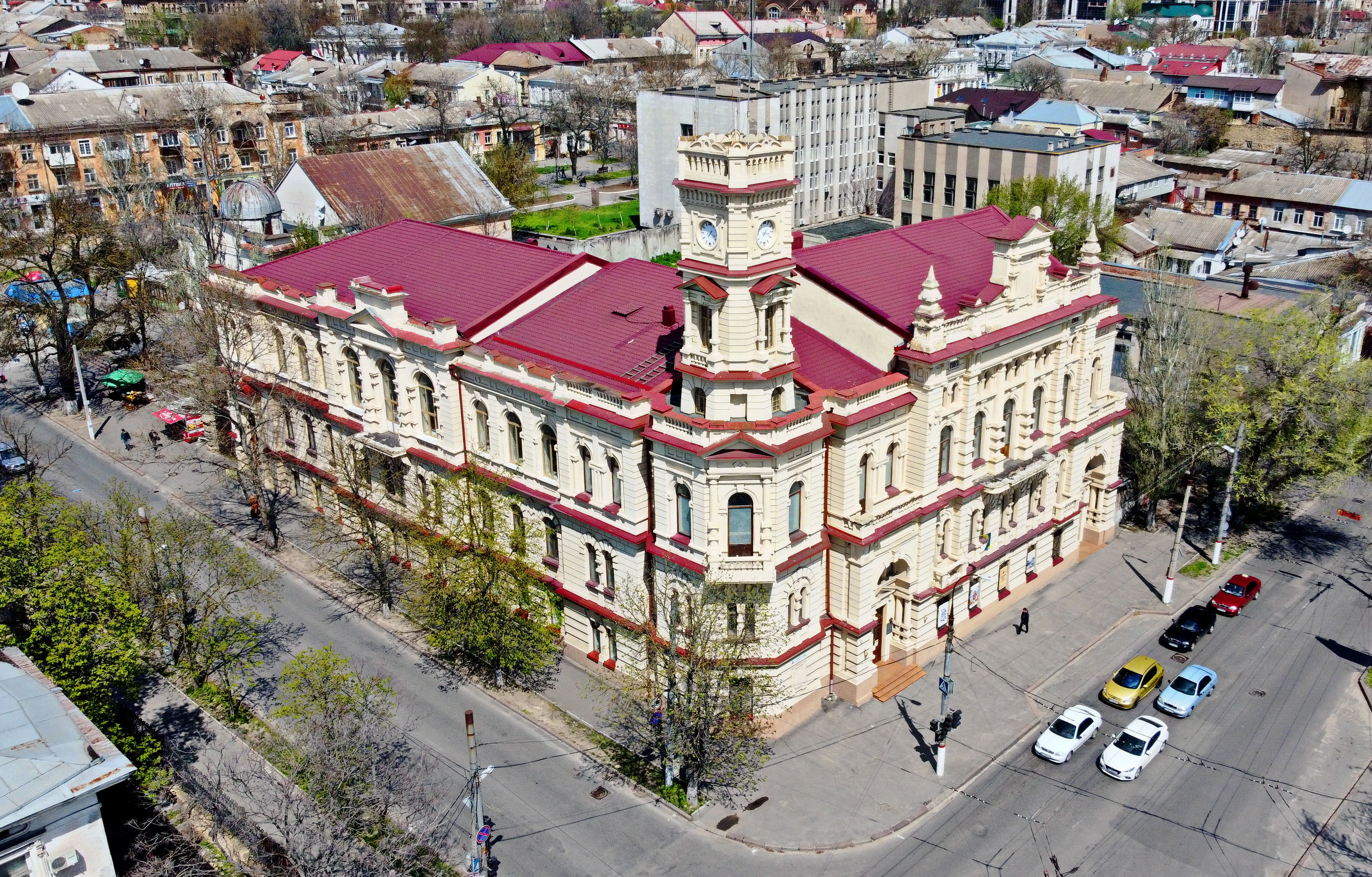
Bảo tàng Nghệ thuật Kherson

90,1% số phiếu tại tỉnh Kherson khẳng định nền độc lập của Ukraina trong trưng cầu dân ý toàn quốc ngày 1 tháng 12 năm 1991. Sau khi Liên Xô giải thể, Kherson và các ngành công nghiệp tại địa phương trải qua sự xáo trộn nghiêm trọng. Trong suốt ba thập niên sau, dân số thành phố và tỉnh đều giảm, do số lượng tử vong cao hơn số lượng trẻ sinh ra, cùng như di cư ròng liên tục khỏi khu vực.
Trong bất ổn thân Nga năm 2014 tại miền Đông và miền Nam Ukraina, tại Kherson có một cuộc tuần hành của khoảng 400 người. Sau khi Nga chiếm đóng Krym năm 2014, Kherson là nơi đặt văn phòng của đại diện Tổng thống Ukraina tại Krym.
Tháng 7 năm 2020, trong cuộc cải cách đơn vị hành chính Ukraina, khu vực thành phố Kherson được hợp nhất thành một hromada đô thị của huyện (raion) Kherson mới thành lập.
Kết quả của dự án Ukraine 2021 do USAID, UNDP và EU kết luận rằng trên 80% công dân thành phố Kherson cảm thấy địa phương mình là nơi tốt để sống, làm việc và xây dựng gia đình. Họ tin tưởng thấp vào giới chức địa phương được cho là nạn tham nhũng cao. Công dân thành phố có xu hướng bày tỏ ủng hộ hợp tác với Nga hơn là tư cách thành viên của EU, nhưng họ cảm thấy gắn bó với bản sắc Ukraina của mình.
Trong cuộc bầu cử địa phương Ukraina được tổ chức vào ngày 25 tháng 10 năm 2020, các đảng được đánh giá là thân Nga và hoài nghi EU chiếm hơn 30% số phiếu, giành được 20 trong số 54 ghế của hội đồng thành phố.
Kherson là nơi diễn ra giao tranh ác liệt trong những ngày đầu Nga xâm lược Ukraina 2022, đến ngày 2 tháng 3 thì thành phố nằm dưới quyền kiểm soát của quân Nga, Kể từ ngày 26 tháng 4 năm 2022, cựu thị trưởng thành phố Kherson từ 2002 đến 2012 là Volodymyr Saldo được Nga bổ nhiệm làm người đứng đầu chính quyền quân sự-dân sự tỉnh Kherson. Ngày 30 tháng 9 năm 2022, Nga tuyên bố sáp nhập tỉnh Kherson. Song vào ngày 11 tháng 11 cùng năm, Ukraina chiếm lại thành phố này khi Nga tuyên bố rút quân khỏi khu vực này, là một trong những thành quả lớn sau hàng loạn tiến công mà quân Ukraina tạo ra khắp chiến trường xung quanh nước này từ cuối tháng 8 năm đó.

## Nhân khẩu

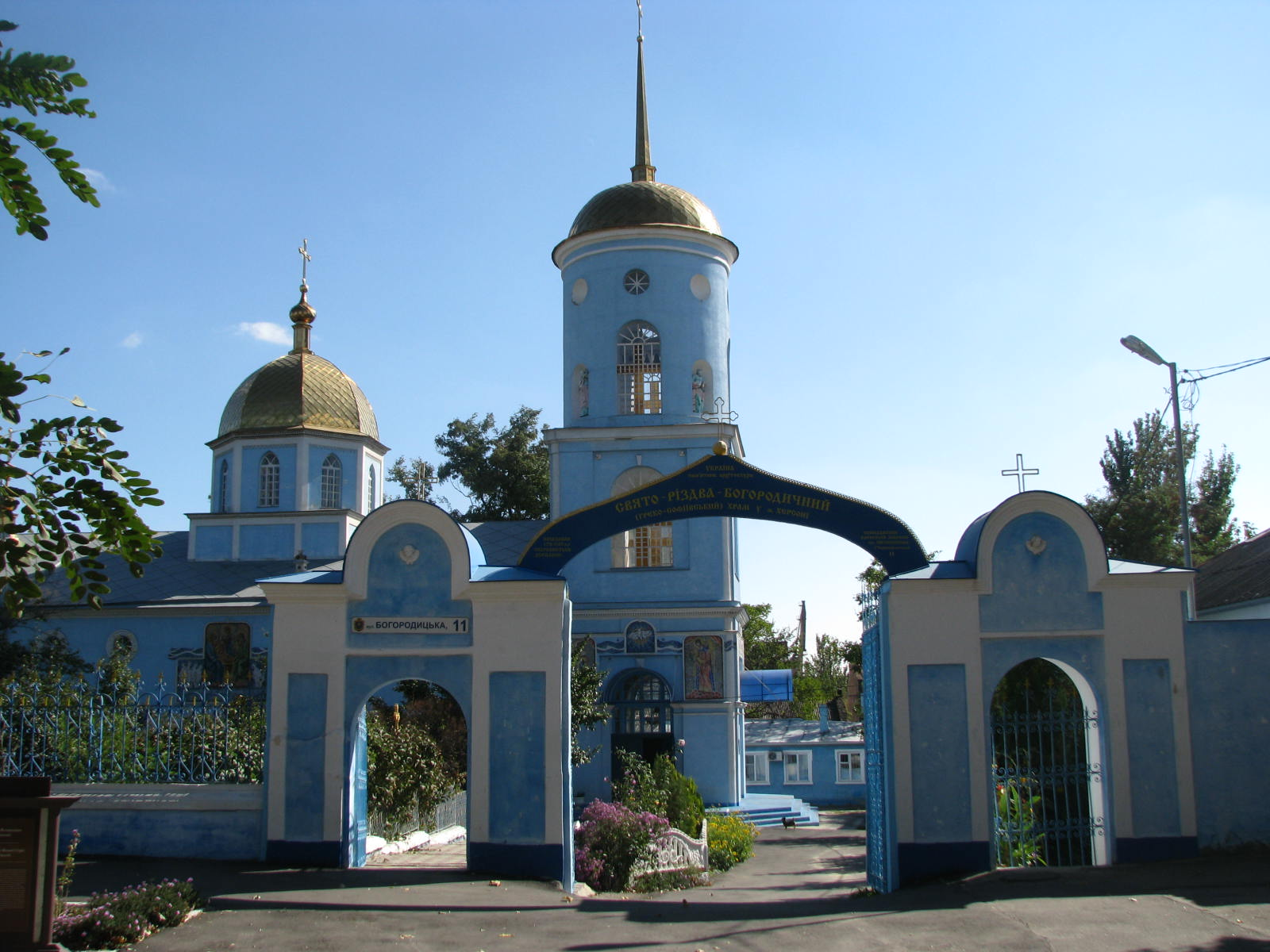
Nhà thờ Sophia Hy Lạp

Dân số của thành phố tính đến năm 2022 là 279.131 người, dân số khu vực hội đồng thành phố là hơn 350.000 người.
Dân số của thành phố Kherson tính đến ngày 1 tháng 3 năm 2015 là 296.161 người, dân số của các khu định cư khác thuộc Hội đồng thành phố Kherson là 38.409 người. Cụ thể, 26.913 người sống trong các khu định cư kiểu đô thị Antonivka, Zelenivka, Komishany, Naddniprianske, và 11.496 người ở các làng Bohdanivka, Petrivka, Stepanivka và các khu định cư nông thôn Zhovtneve, Kuibysheve, Molodizhne, Petrovskogo, Priozerne, Soniacne. Tổng dân số của Hội đồng thành phố Kherson tính đến ngày 1 tháng 3 năm 2015 là 334.570 người, chiếm 31,4% dân số của tỉnh. Vào đầu năm 2014, Kherson đứng thứ 16 trong số các thành phố của Ukraine về dân số..
| 1840   | 1897   | 1926   | 1939   | 1959    | 1970    | 1979    | 1989    | 2001    | 2008    | 2014    |
| ------ | ------ | ------ | ------ | ------- | ------- | ------- | ------- | ------- | ------- | ------- |
| 19 577 | 59 076 | 57 376 | 96 987 | 157 995 | 260 687 | 318 908 | 355 379 | 328 360 | 308 837 | 297 593 |

Kể từ ngày 1 tháng 1 năm 2014, phân bố theo tuổi và giới tính của dân số Hội đồng Thành phố Kherson như sau:
| Độ tuổi    | Nam giới | Nữ giới | Tổng cộng |
| ---------- | -------- | ------- | --------- |
| 0-14       | 23 566   | 22 247  | 45 813    |
| 15-64      | 108 874  | 125 192 | 234 066   |
| 65 trở lên | 16 839   | 34 617  | 51 456    |

Số liệu về thành phần dân số dân tộc của thành phố Kherson theo dữ liệu điều tra nhân khẩu %
|               | Thập niên 1850 | 1926 | 1939 | 1959 | 1989 | 2001 |
| ------------- | -------------- | ---- | ---- | ---- | ---- | ---- |
| Người Ukraina | 40,3           | 36,0 | 60,9 | 63,0 | 66,0 | 75,7 |
| Người Nga     | 16,7           | 36,0 | 19,4 | 29,0 | 29,2 | 20,0 |
| Người Do Thái | 41,4           | 25,3 | 16,6 | 6,0  | 1,9  | 0,5  |

Số liệu bản ngữ của dân số thành phố Kherson theo điều tra nhân khẩu, %
| Năm           | 1897 | 1926 | 1989 | 2001 |
| ------------- | ---- | ---- | ---- | ---- |
| Tiếng Ukraina | 19,6 | 16,3 | 45,5 | 53,4 |
| Tiếng Nga     | 47,2 | 66,4 | 53,0 | 45,3 |
| Tiếng Do Thái | 29,1 | 14,7 | 0,1  | 0,01 |

Số liệu bản ngữ của cư dân các quận của thành phố Kherson theo điều tra nhân khẩu năm 2001.
|            | Ukraina | Nga  | Armenia | Belarus | Digan |
| Tp.Kherson | 53,4    | 45,3 | 0,17    | 0,13    | 0,05  |
| ---------- | ------- | ---- | ------- | ------- | ----- |
| Dnipro     | 56,7    | 42,2 | 0,20    | 0,15    | 0,08  |
| Suvorov    | 54,1    | 44,7 | 0,14    | 0,15    | 0,04  |
| Korabel    | 50,3    | 48,2 | 0,18    | 0,09    | 0,04  |

## Hành chính
Thành phố Kherson được chia thành ba quận:
- Suvorov, quận trung tâm và lâu đời nhất của thành phố, được đặt theo tên của Tướng quân Nga Aleksandr Suvorov. Bao gồm các đơn vị: Tavrіjs'kij, Pіvnіchnij và Mlini.
- Dnipro, được đặt theo tên sông Dnepr trong tiếng Ukraina. Bao gồm các đơn vị: HBK, Tekstilny, Sklotara, Slobіdka, Voyenka, Skhidny.
- Shipbelny, bao gồm các đơn vị: Shumensky, Korabel, Zabalka, Sukharne, Zhitloselishche, Selishche-4, Selishche-5.

## Khí hậu
Khí hậu của Kherson là điển hình cho khí hậu thảo nguyên phía nam Ukraina, và là kiểu khí hậu lục địa thảo nguyên khô. Mùa đông ôn hòa, ít hoặc không có tuyết rơi. Mùa xuân đến sớm, thường là vào cuối tháng Hai. Mùa hè nóng, khô và kéo dài.
| Dữ liệu khí hậu của Kherson             | Dữ liệu khí hậu của Kherson | Dữ liệu khí hậu của Kherson | Dữ liệu khí hậu của Kherson | Dữ liệu khí hậu của Kherson | Dữ liệu khí hậu của Kherson | Dữ liệu khí hậu của Kherson | Dữ liệu khí hậu của Kherson | Dữ liệu khí hậu của Kherson | Dữ liệu khí hậu của Kherson | Dữ liệu khí hậu của Kherson | Dữ liệu khí hậu của Kherson | Dữ liệu khí hậu của Kherson | Dữ liệu khí hậu của Kherson |
| Tháng                                   | 1                           | 2                           | 3                           | 4                           | 5                           | 6                           | 7                           | 8                           | 9                           | 10                          | 11                          | 12                          | Năm                         |
| --------------------------------------- | --------------------------- | --------------------------- | --------------------------- | --------------------------- | --------------------------- | --------------------------- | --------------------------- | --------------------------- | --------------------------- | --------------------------- | --------------------------- | --------------------------- | --------------------------- |
| Cao kỉ lục °C (°F)                      | 15.2 (59.4)                 | 18.6 (65.5)                 | 22.7 (72.9)                 | 32.0 (89.6)                 | 37.7 (99.9)                 | 39.5 (103.1)                | 40.5 (104.9)                | 40.7 (105.3)                | 33.3 (91.9)                 | 32.0 (89.6)                 | 21.8 (71.2)                 | 16.5 (61.7)                 | 40.7 (105.3)                |
| Trung bình ngày tối đa °C (°F)          | 1.4 (34.5)                  | 2.3 (36.1)                  | 7.7 (45.9)                  | 15.7 (60.3)                 | 22.3 (72.1)                 | 26.4 (79.5)                 | 29.2 (84.6)                 | 28.9 (84.0)                 | 22.8 (73.0)                 | 15.6 (60.1)                 | 7.7 (45.9)                  | 2.8 (37.0)                  | 15.2 (59.4)                 |
| Trung bình ngày °C (°F)                 | −1.7 (28.9)                 | −1.3 (29.7)                 | 3.2 (37.8)                  | 10.1 (50.2)                 | 16.1 (61.0)                 | 20.4 (68.7)                 | 22.9 (73.2)                 | 22.3 (72.1)                 | 16.7 (62.1)                 | 10.4 (50.7)                 | 4.1 (39.4)                  | −0.2 (31.6)                 | 10.3 (50.5)                 |
| Tối thiểu trung bình ngày °C (°F)       | −4.5 (23.9)                 | −4.5 (23.9)                 | −0.5 (31.1)                 | 4.9 (40.8)                  | 10.1 (50.2)                 | 14.6 (58.3)                 | 16.8 (62.2)                 | 16.0 (60.8)                 | 11.3 (52.3)                 | 5.9 (42.6)                  | 1.0 (33.8)                  | −2.8 (27.0)                 | 5.7 (42.3)                  |
| Thấp kỉ lục °C (°F)                     | −26.3 (−15.3)               | −24.4 (−11.9)               | −20.2 (−4.4)                | −7.9 (17.8)                 | −1.5 (29.3)                 | 5.8 (42.4)                  | 9.2 (48.6)                  | 6.6 (43.9)                  | −5.0 (23.0)                 | −7.6 (18.3)                 | −16.2 (2.8)                 | −22.2 (−8.0)                | −26.3 (−15.3)               |
| Lượng Giáng thủy trung bình mm (inches) | 29 (1.1)                    | 30 (1.2)                    | 29 (1.1)                    | 32 (1.3)                    | 40 (1.6)                    | 52 (2.0)                    | 44 (1.7)                    | 35 (1.4)                    | 42 (1.7)                    | 32 (1.3)                    | 38 (1.5)                    | 33 (1.3)                    | 436 (17.2)                  |
| Số ngày mưa trung bình                  | 9                           | 7                           | 9                           | 12                          | 11                          | 11                          | 9                           | 6                           | 9                           | 9                           | 12                          | 10                          | 114                         |
| Số ngày tuyết rơi trung bình            | 11                          | 10                          | 6                           | 0                           | 0                           | 0                           | 0                           | 0                           | 0                           | 0.3                         | 4                           | 8                           | 39                          |
| Độ ẩm tương đối trung bình (%)          | 86                          | 83                          | 78                          | 69                          | 66                          | 66                          | 63                          | 62                          | 69                          | 77                          | 85                          | 87                          | 74                          |
| Nguồn: Pogoda.ru.net                    |                             |                             |                             |                             |                             |                             |                             |                             |                             |                             |                             |                             |                             |

## Kinh tế
Trong thời kỳ Liên Xô, Kherson trở thành một thành phố công nghiệp lớn (mặc dù suy tàn trong cuộc chiến tranh 1941-1944) .
Các ngành công nghiệp hàng đầu: gia công kim loại và chế tạo máy (cụ thể là đóng tàu và chế tạo máy nông nghiệp, thực phẩm và dệt may. Các doanh nghiệp quan trọng nhất của ngành chế tạo máy và gia công kim loại: nhà máy liên hợp Kherson được đặt tên theo Grigory Petrovsky, nhà máy đóng tàu Kherson, nhà máy đóng tàu và sửa chữa tàu biển Comintern, nhà máy sửa chữa tàu Kherson, nhà máy chế tạo máy điện Kherson, nhà máy trục Cardan.
Các doanh nghiệp lớn nhất trong số các doanh nghiệp công nghiệp thực phẩm là nhà máy đóng hộp Kherson, nhà máy bánh mì, thịt và cá, nhà máy xay xát, nhà máy sữa, nhà máy rượu và nhà máy mì ống.
Ngành công nghiệp nhẹ có đại diện là nhà máy bông Kherson, nhà máy da giày, nhà máy giày và may mặc.
Thành phố Khersin có nhà máy lọc dầu hoạt động (dầu đến từ Nga thông qua hệ thống đường ống dẫn dầu Dnepr), nhà máy sản xuất thùng thủy tinh lớn, nhà máy sản xuất các sản phẩm bê tông cốt thép.

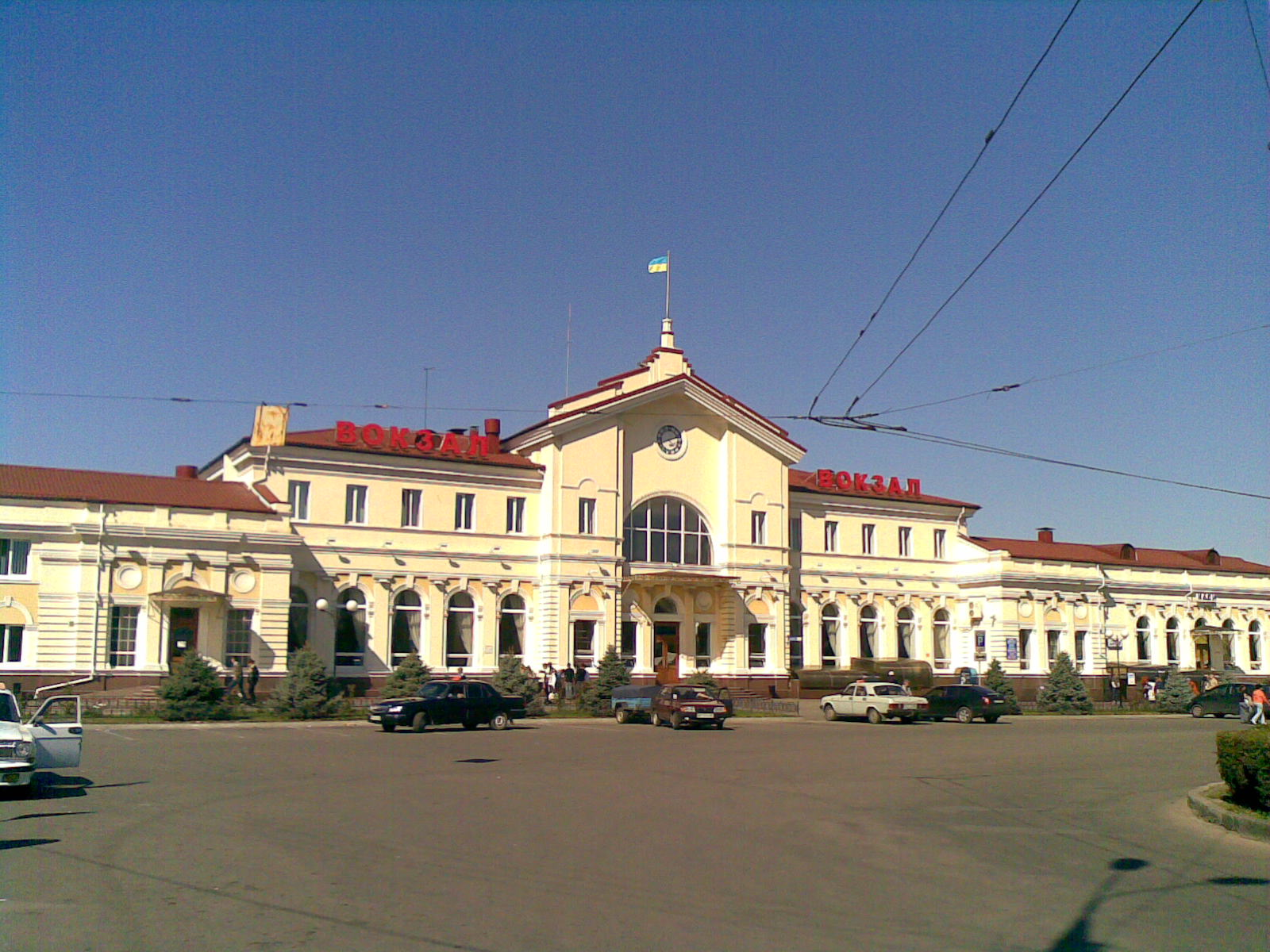
Ga đường sắt Kherson

Sau khi nhà máy đóng tàu Kherson (ХСЗ) được thành lập vào năm 1951, Kherson trở thành nhà máy đóng tàu chính của Liên Xô.. Nhà máy đóng tàu Kherson là một trong những doanh nghiệp đóng tàu lớn nhất ở Ukraina và châu Âu, các cơ sở sản xuất của nó cho phép đóng tàu chở dầu, tàu chở hàng rời, tàu container, tàu phá băng, giàn khoan và các tàu đa năng khác nhau. Thời Liên Xô, Kherson được coi là bãi sửa chữa tàu chính của đất nước, với sáu nhà máy hoạt động tại đây.
Thành phố sở hữu các cảng thương mại đường biển và đường sông có thể hoạt động quanh năm. Kherson là một giao lộ đường sắt lớn, nhánh Kherson của Đường sắt Odesa bao gồm các ga lớn như Kherson, Mykolaiv, Snigirevka. Sân bay quốc tế Kherson có các chuyến bay thường xuyên đến Istanbul.
Thành phố được bao quanh bởi đường cao tốc quốc tế E58 (Odesa-Rostov-na-Don), nhánh Krym của nó đi qua cây cầu Antonivka thanh lịch  - niềm tự hào của Kherson. Ngoài ra, tuyến đường E97 (Kherson-Kerch-Sochi-Poti) bắt đầu trong thành phố

## Giáo dục và văn hóa
Kherson là một trung tâm khoa học và văn hóa quan trọng, có một trong những trường đại học lớn nhất ở miền nam Ukraina (Đại học Nhà nước Kherson), cũng như Đại học Kỹ thuật Quốc gia Kherson, Đại học Nông nghiệp Bang Kherson, 12 trường trung học đặc biệt và trường kỹ thuật (cơ khí tàu thủy, cơ khí, khí tượng thủy văn, y tế, hàng hải); hai nhà hát - ca múa nhạc kịch và múa rối của tỉnh.
Kherson là một trung tâm giáo dục và giáo dục quan trọng. Có 15 cơ sở giáo dục đại học :
- Đại học Kỹ thuật Quốc gia Kherson
- Đại học Nhà nước Kherson
- Đại học Nông nghiệp Nhà nước Kherson
- Học viện Hàng hải Nhà nước Kherson
- Viện Kinh tế và Pháp lý Kherson
- Viện Kherson của Học viện Quản lý Nhân sự Liên vùng
- Viện Luật Kherson thuộc Đại học Nội vụ Quốc gia Kharkiv
- Đại học Kinh doanh và Luật quốc tế
- Chi nhánh Kherson của Đại học Đóng tàu Quốc gia Đô đốc Makarov
- Chi nhánh Kherson của Đại học Châu Âu
- Chi nhánh Kherson của Đại học Nội vụ Quốc gia thuộc Bộ Nội vụ Ukraina
- Chi nhánh Kherson của Trung tâm Đào tạo Hàng hải Odesa
- Đại học Quốc tế Mở về Phát triển Con người "Ukraina"
- Chi nhánh Kherson của Khoá Ngoại ngữ Nhà nước Kyiv
- Chi nhánh Kherson của Đại học Slav quốc tế

Bảo tàng tại thành phố Kherson:
- Bảo tàng địa phương Loren vùng Kherson
- Bảo tàng nghệ thuật Kherson được đặt theo tên của Oleksiy Shovkunenko
- "Văn học Vùng Kherson", bảo tàng-căn hộ của Boris Lavrenyov
- Bảo tàng Sinh thái và Tự nhiên Kherson

Rạp hát tại thành phố Kherson
- Nhà hát kịch và âm nhạc hàn lâm tỉnh Kherson M. Kulisha
- Nhà hát múa rối tỉnh
- Dàn nhạc giao hưởng tỉnh Kherson

Công viên tại thành phố Kherson
- Công viên Pháo đài Kherson
- Công viên Shevchenkiv
- Công viên Vinh quang
- Công viên Prydniprovsky
- Công viên Shumen
- Vườn bách thảo của Đại học bang Kherson
- Quảng trường Potemkin
- Công viên Dendrological của Viện Nông nghiệp Thủy lợi thuộc Viện Hàn lâm Khoa học Quốc gia
- Vườn ươm của Đại học Nông nghiệp Nhà nước Kherson

Các điểm tham quan lịch sử và văn hóa của Kherson:
Điểm di tích-lịch sử

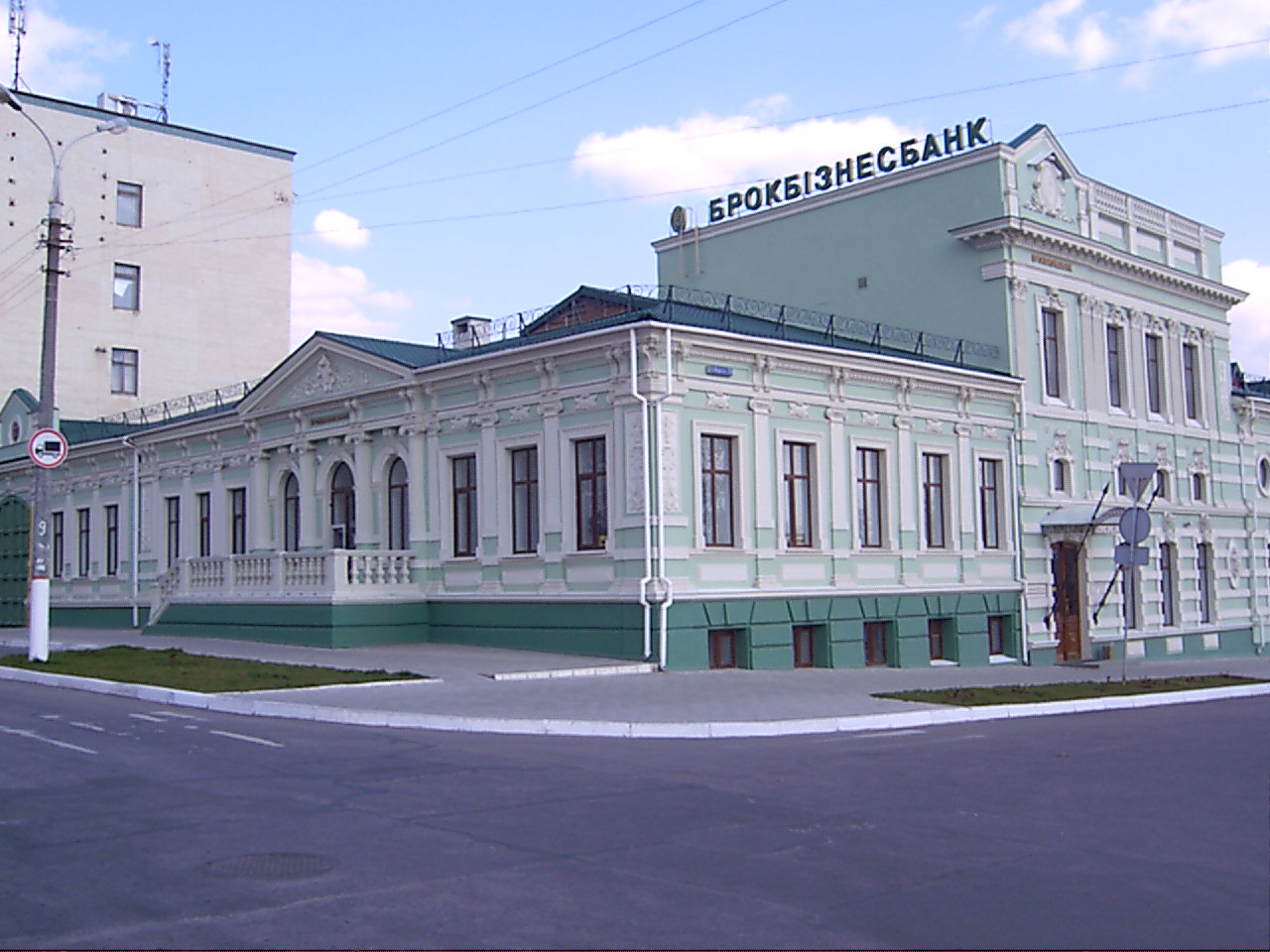
Quang cảnh hiện tại của toà nhà Nhân dân Kherson

- Nhà thờ Thánh Yekaterina (Spassky) (1781)
- Dấu tích của thành lũy và cổng của pháo đài Kherson (thế kỷ XVIII)
- Bệnh viện Biển Đen (1803-1810, kiến trúc sư A. Zakharov )
- Kho vũ khí của Bộ Hải quân (cuối thế kỷ 18)
- Toà thị chính
- Nghĩa trang thành phố cổ Kherson
- Ngọn hải đăng Adzhigol (1910) được xây dựng theo dự án của kỹ sư kiêm nhà khoa học Volodymyr Shukhov
- Nhà thờ Thánh Tâm Chúa Giêsu (thế kỷ XIX)
- Toà nhà nhân dân Ukraina (thế kỷ XIX)
- Ngôi nhà nơi nhà văn người Ossetia nổi tiếng Kosta Khetagurov sống năm 1899
- Tòa nhà của bưu điện thành phố, trong đó đài phát thanh dân sự đầu tiên ở Ukraina được trang bị vào năm 1902
- Nhà của Sokolov (thế kỷ XX)

### Thể thao

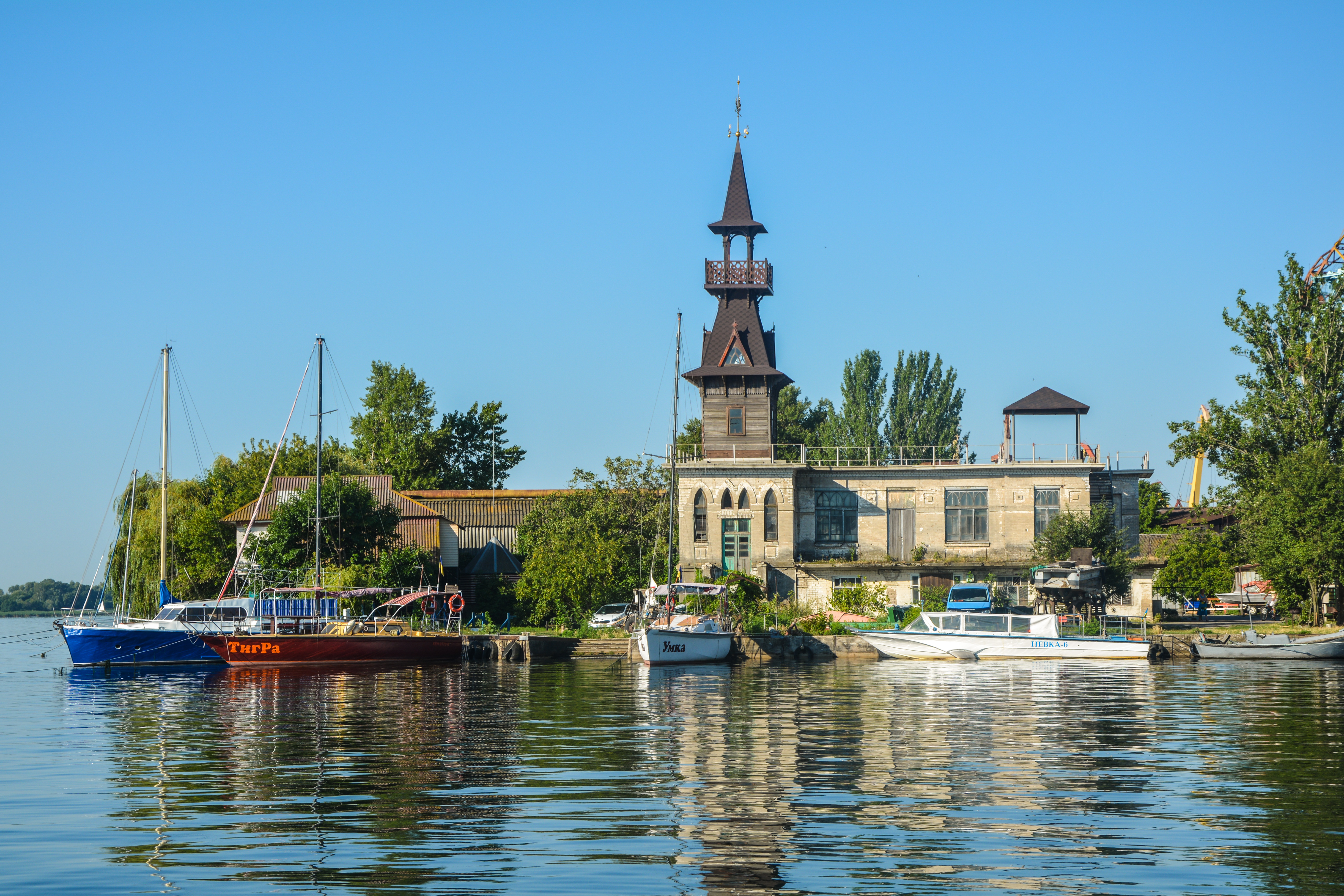
Câu lạc bộ du thuyền Kherson

Thành phố có 5 sân vận động (Crystal, Dynamo), hàng trăm sân thể thao, sân tennis, sân bóng đá, các nhà thi đấu, nơi các huấn luyện viên trình độ cao làm việc. Ngoài ra còn có một câu lạc bộ du thuyền. Đại diện cho bộ mặt thể thao thành phố là câu lạc bộ bóng đá Krystal Kherson, câu lạc bộ futsal Prodexim Kherson, câu lạc bộ bóng ném nữ Dniproyanka, câu lạc bộ khúc côn cầu Dnipro Kherson.
Năm 2008, cung điện băng Favorit-Arena dành cho 450 khán giả đã được khai trương tại Kherson, đáp ứng các tiêu chuẩn của Liên đoàn Khúc côn cầu trên băng Quốc tế.
Cư dân Kherson tham gia Thế vận hội Olympic từ năm 1952. Thành viên đầu tiên là Ivan Sotnikov. Tại Thế vận hội Olympic lần thứ XXXVIII năm 2004 tại Athens, vận động viên Kherson đóng một vai trò quan trọng trong kết quả của đội Olympic Ukraina.
Từ năm 1994, thành phố Kherson và tỉnh Kherson đã tổ chức giải đua ô tô truyền thống "Chumatsky Shlyakh", được đưa vào bảng xếp hạng của Giải vô địch đua xe Ukraina.